# Dolomedes mirificus
Dolomedes mirificus là một loài nhện trong họ Pisauridae.
Loài này thuộc chi Dolomedes. Dolomedes mirificus được Charles Athanase Walckenaer miêu tả năm 1837.